# NGC 5877
NGC 5877 — тройная звезда в созвездии Весы.
Этот объект входит в число перечисленных в оригинальной редакции «Нового общего каталога».